# Вітковичі (Рівненський район)
Вітко́вичі — село в Україні, у Березнівській міській громаді Рівненського району Рівненської області. Населення становить 2078 осіб.

## Історія
Вважається що засновниками села є представники славного чеського аристократичного роду Вітковичів, яких називали «панами з Ружи» (чеськ. Páni z Růže).
24 квітня 1944 р. повстанський загін Кватиренка (Яків Яківлів — командир з'єднання «Хмельницький» ВО-4 «Тютюнник») з групи Енея провів бій з НКВД, ліквідувавши понад 100 ворогів; власні втрати: 8 убитих, 14 поранених.
12 червня 2020 року, відповідно до розпорядження Кабінету Міністрів України № 722-р від «Про визначення адміністративних центрів та затвердження територій територіальних громад Рівненської області», увійшло до складу Березнівської міської громади.
19 липня 2020 року, в результаті адміністративно-територіальної реформи та ліквідації Березнівського району, село увійшло до складу Дубенського району.

## Сучасність
У селі проводяться зібрання християн віри євангельської п'ятидесятників та баптистів.
Приблизна кількість членів церков віри євангельської 500 осіб.
У селі проводяться зібрання християн-Дослідників Біблії.

## Географія
Селом протікає Мала Річка, права притока Случі.

## Населення
За переписом населення 2001 року в селі мешкало 2 060 осіб.

### Мова
Розподіл населення за рідною мовою за даними перепису 2001 року:
| Мова       | Відсоток |
| ---------- | -------- |
| українська | 99,81 %  |
| російська  | 0,19 %   |

## Культура

### Бібліотека
У 1939 році західна Україна була приєднана до східної. В селі Вітковичі почала працювати сільська Рада, першим головою якої був Хома Харитонович Пилипака. Було запроваджено обов'язкове початкове навчання для дітей шкільного віку. Навчання проводилося українською мовою. Ліквідовувалась неписемність дорослого населення, по хатах активістів демонструвались кінофільми.
Мирна праця людей була перервана початком радянсько-німецької війни. В часи лихоліття школу було закрито, ніякі культурно-освітні заходи не проводились.
У 1946 році в селі була відкрита хата-читальня. Розміщувалася вона в хаті Штиби Кирила Михайловича і завідував нею його син, Штиба Йосип Кирилович. В хаті-читальні нараховувалося до 200 книг. Тут молодь організовувала колективні читання книг, проводились лекції, читки газет. Книжковий фонд почав зростати.
У 1949 році з хати-читальні була зроблена бібліотека, яка перейшла в новозбудоване приміщення при сільській Раді. Займала бібліотека одну кімнату. Завідувала бібліотекою Бернадська Віра.
У 1950 році колгосп побудував в селі клуб, але бібліотека і далі перебувала в приміщенні сільської Ради, так як при клубі для неї місця не було. Першим завклубом була Марія (прізвища встановити не вдалося), а в 1951 році завклубом став Штиба Іван Кирилович.
З відбудовою народного господарства держава почала дбати і про культуру, виділяти кошти на книги, обладнання для бібліотеки. Книжковий фонд зростав.
В бібліотеці в цей час стала працювати Омельченко Марія, потім її змінила Пилипака Ніна. Всі вони були не спеціалістами.
В 1958році після закінчення Дубнівського культосвітнього училища в бібліотеку направлено завідувачкою спеціаліста Парфенюк О. О. Книжковий фонд бібліотеки тоді становив 5051 екземпляр, читачів було 370 чоловік. З бібліотечного обладнання було всього 6 стелажів, один стіл і 4 стільці. Бібліотека так і працювала в однокімнатному приміщенні при сільській Раді. Книжковий фонд бібліотеки і надалі зростав, поповнювався новою літературою. Активними читачами стала інтелігенція села, молодь, учні. Бібліотека координувала свою роботу з клубом, організовувались тематичні і літературні вечори, читацькі конференції, дитячі ранки і інші масові заходи.
Завідувачка бібліотеки йшла на тваринницьку ферму, у ланки, тракторну бригаду, проводила бесіда з колгоспниками, на виробничих ділянках організовувались пересувні бібліотечки, пункти видачі. Активними читачами були: Бойчук Уляна Матвіївна, Наумчук Дем'ян Гаврилович, Науменко Галина Василівна, Миронець Уляна Антонівна, Штиба Іван Кирилович, Кошик Володимир Романович, Іллюк Володимир Петрович, Савітюк Микола Матвійович та інші.
Завбібліотекою згуртувала дійовий актив, який допомагав їй в роботі. Активістами бібліотеки були: Солона Віра Олексіївна, Штиба Костянтин Аполлонович, Постоєва Ганна Степанівна, Постоєва Євдокія Пилипівна, Головатчик Марія, Мельник Лідія та інші.
Багато наших односельчан, колишніх читачів бібліотеки, стали знатними людьми, працюють в різних галузях народного господарства по всій Україні. Так, інженерами стали брати Тихончуки: Хотій і Юхим, Пилипака Трохим, вчителями: Федас Ніна Кирилівна, Циганець Василь Юхимович, Штиба Галина Володимирівна, Сухан Людмила Іллінічна, Федас Валентина Савівна, Коломійчук Олена Григорівна, майстром по шиттю одягу Штиба Софія Василівна та багато інших.
В 1977 році в селі господарським методом було побудовано новий просторий клуб, де в трикімнатному приміщені розмістилася сільська бібліотека. На той період її книжковий фонд виріс до 8959 екземплярів книг, якими користувалося 1400 читачів.
З 1989 року працювало два бібліотекарі з середньою спеціальною освітою, почали запроваджуватись нові форми бібліотечної роботи. Це: літературно-музичні свята, брейн-ринги, літературні години, уроки історії, поезії, виставки-дискусії, вечори-портрети та інше.
Вся робота була направлена на якнайповніше, якнайкраще задоволення всіх запитів читачів.
Юсенко Оксана Олексіївна була завідувачкою сільської бібліотеки з 1958 по 1996 рік.
На виконання розпорядження голови облдержадміністрації від 22 липня 2002 року за № 431 «Про організацію бібліотечної мережі області» та з метою удосконалення системи інформаційного забезпечення населення району, раціонального використання бюджетних коштів здійснено в порядку експерименту терміном на 3 роки реорганізацією системи бібліотечного обслуговування населення шляхом об'єднання публічних і шкільних бібліотек в єдину централізовану систему публічно-шкільних бібліотек з підпорядкуванням відділу культури. У жовтні 2002 року бібліотечний фонд Вітковицької бібліотеки прийнято на баланс Березнівського районного відділу культури.
З 1997 року по даний час завідувачкою бібліотеки-філії призначено Тихончук Лідію Омелянівну, яка закінчила Дубнівське культурно-освітнє училище (1981 рік).
З 1 вересня 2011 року бібліотекарем шкільного абонемента публічно-шкільної бібліотеки-філії села Вітковичі призначена Миронець Юлія Василівна, освіта вища.
З метою проведення діяльності бібліотек у відповідність із Законом України «Про бібліотеки і бібліотечну справу» у плані підвищення їх діяльності, створення додаткових зручностей для читачів та більш повного задоволення запитів читачів та книг та інформацією з 06.06.2002 року в бібліотеці-філії № 20 с. Вітковичі відкрита філія комерційного читального залу.
У січні 2008 року для сільської бібліотеки виділено одну кімнату площею 48 м2 в приміщенні початкової школи, у тому числі для збереження фонду — 29 м2, для обслуговування користувачів — 19 м2, станом на 01.01.2009 року книжковий фонд бібліотеки становив 18704 примірники, у тому числі книг і брошур — 12072, підручників — 6544, періодичних видань — 88. Читачів налічувалось 1010, у тому числі дітей — 628.
19 серпня 2010 року в День сільського голови відбулось відкриття побудованого при сільському клубі сучасного приміщення сільської бібліотеки на дві кімнати. Перша кімната — 12 м2, друга — 32 м2.
З січня 2012 року у Вітковицькій ПШБ запроваджено оформлення електронних реєстраційних документів (електрона перереєстрація читачів в автоматизованій бібліотечно-інформаційній системі ІРБІС 64/128).

Завідувачка публічно-шкільної-бібліотеки філії Тихончук Л.О.Завідувачка публічно-шкільної-бібліотеки філії Тихончук Л.О.
Миронець Юлія Василівна бібліотекар  шкільного абонементаМиронець Юлія Василівна бібліотекар  шкільного абонемента
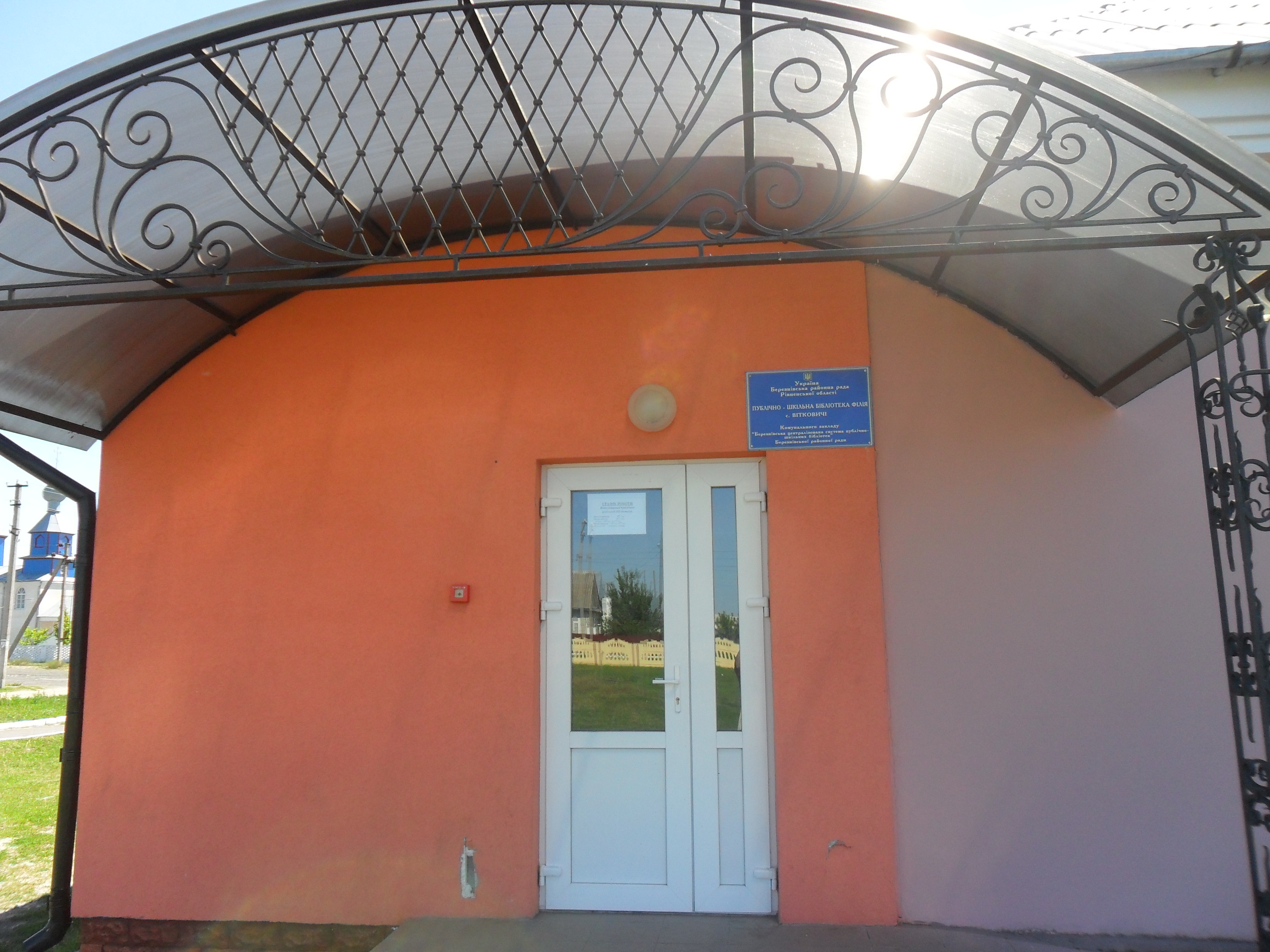
ПШБ філія села Вітковичі ( приміщення сільського клубу)
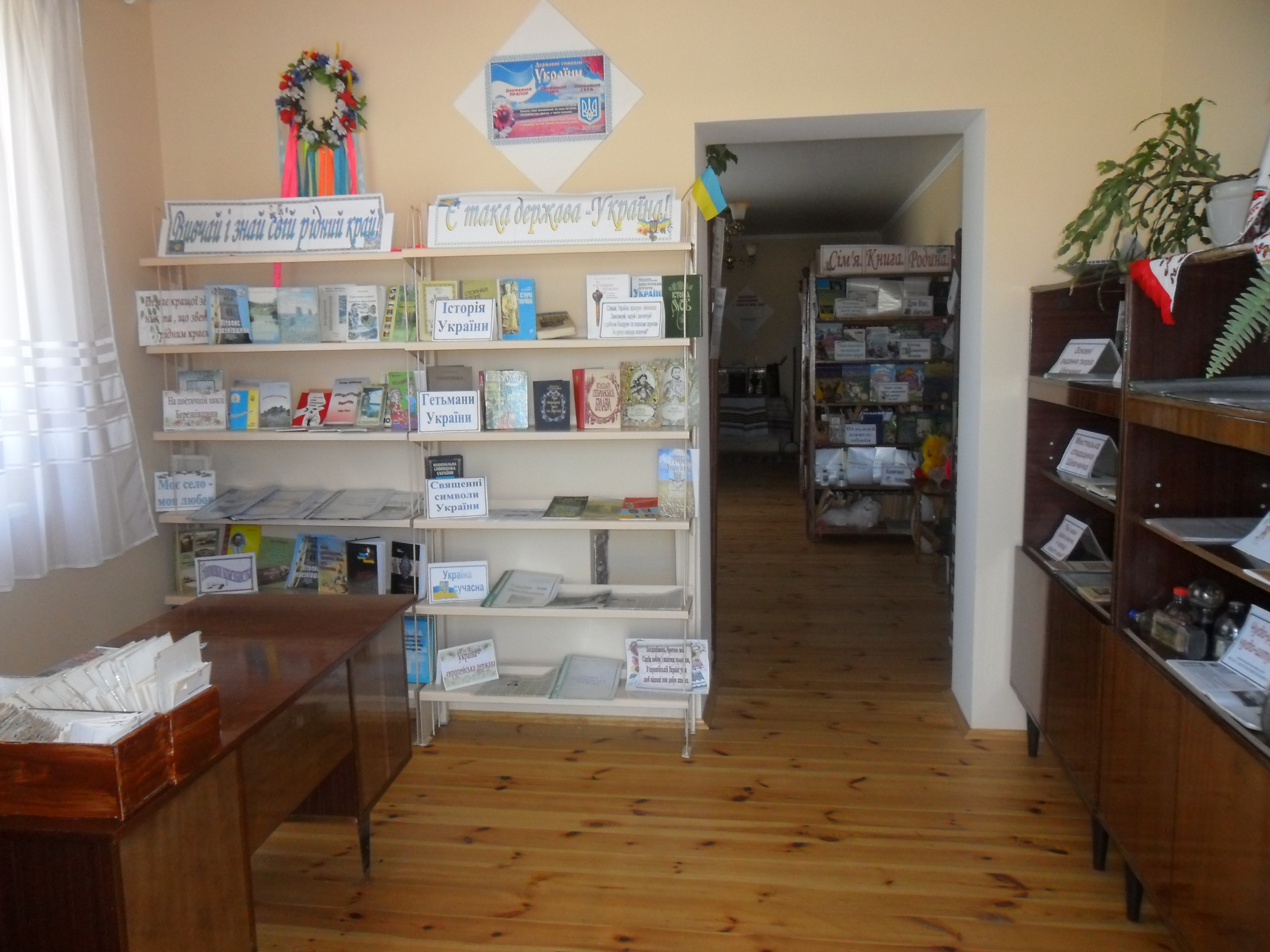
ПШБ філія села Вітковичі

## Природні пам'ятки
- Дуб-прадід: вік — 1300 років, довжина кола стовбура біля землі складає 9 метрів 26 сантиметрів, а на висоті 1,3 метра — 7 метрів 54 см.
- Дуб-дід: довжина кола стовбура біля землі — 6,98 метра, — діаметр крони — 21 метр, висота — 23 метри. Ну а вік його сягає тисячі років.
- Дуб-батько: довжина кола його стовбура біля землі — 6,38 метра, на висоті 1,3 метра — 4,24, крона розкинулась в діаметрі на 18 метрів, а верхівку відділяє від землі 20 метрів.
- Дуб-син: вік — понад 500 років, довжина кола стовбура біля землі — 5,4 метра, на висоті 1,3 м — 3,77 метра, висота — 25 метрів.
- Дуб-онук: вік — 400 років, довжина кола стовбура біля землі — 4,29 метра, на висоті 1,3 м — 3,57 м [6][7].